# Palm Springs (Floryda)
Palm Springs – wieś w Stanach Zjednoczonych, w stanie Floryda, w hrabstwie Palm Beach.